# Jukivți, Jmerînka
Jukivți (în ucraineană Жуківці) este localitatea de reședință a comunei Jukivți din raionul Jmerînka, regiunea Vinnița, Ucraina.

## Demografie
Componența lingvistică a localității Jukivți
     Ucraineană (83,98%)
     Rusă (16,02%)
Conform recensământului din 2001, majoritatea populației localității Jukivți era vorbitoare de ucraineană (83,98%), existând în minoritate și vorbitori de rusă (16,02%).